# راكدة بوفتية
راكدة بوفتية (الاسم العلمي: Acinetobacter bouvetii) هي نوع من البكتيريا يتبع جنس الراكدة من الفصيلة الموراكسيلية.